# 2019冠狀病毒病馬來西亞疫情
2019冠狀病毒病馬來西亞疫情，是指2019冠狀病毒病疫情中，在东南亚国家馬來西亞所發生的情況。2019年12月，中华人民共和国的湖北省武汉市发现首例2019年新型冠状病毒肺炎，并后续与2020年初扩散至多个国家。2020年1月25日，三名中华人民共和国的公民通过邻国新加坡入境马来西亚，后续马来西亚的官员宣布三名旅客在该病毒的测试中呈现阳性反应，成为马来西亚首个确诊病例。并于2020年2月3日确认首个马来西亚人确诊，2020年2月5日出现本土确诊病例，个案数从个位数缓慢增长。而在2020年2月27日开始，于马来西亚吉隆坡的传教活动中引起了大规模传染。截至2023年3月9日，马来西亚已累计报告逾5,044,718名确诊病例，逾36,967名患者死亡。
为抑制病毒的传播，马来西亚卫生部引用该国的相关法案开始实行行动管制令，期望有效使到减少病毒感染的人数，并随着时间的推移病例从年末下降，政府因此开始复原式管制令开始解除相关的行动限制。但2021年5月，复原式管制令实施中确诊人数快速回升，该国卫生部宣布重新实施行动管制令，以确保疫情维持稳定状态。2021年7月由于德爾塔變異毒株的影响，疫情确诊病例大幅度上升，并一直持续到同年9月，该次的疫情才获得有效的控制，并重新开放，解除行动方面的限制。2022年1月下旬，Omicron變異株病毒正式传入马来西亚，并使得原本每日的约3000病例左右大幅度升至1日1万以上，2月13日总确诊人数突破300万人，同月23日，当天的确诊病例一度升至3万以上。
目前由Omicron變異株病毒引發的疫情仍在继续。
截至2023年11月26日至12月2日，马来西亚共新增6796起2019冠状病毒病病例。
2024/5/26-6/1，马来西亚新增1780例。

## 疫情进展

### 2020年

#### 背景
嚴重特殊傳染性肺炎疫情是由嚴重急性呼吸道症候群冠狀病毒2型導所致的疫情。最早于2019年末12月中華人民共和國湖北省武漢市首次被發現，隨後于2020年初迅速擴散至全球多个國家，逐漸變成一場全球性大瘟疫。

#### 首宗病例
2020年1月25日，马来西亚首宗确诊个案通过临国新加坡入境。马来西亚官员宣布，三名中华人民共和国公民的在新型冠状病毒（2019-nCoV）的检测中呈阳性反应。
此感染者曾从中华人民共和国前往新加坡，据媒体报道，他们与一名在新加坡病毒检测呈阳性的66岁男子及其儿子有关。这是马来西亚首例确诊的病毒病例。同年2月3日，马来西亚卫生部首名馬來西亞人確診，同月5日出現首宗本土感染個案。

#### 疫情爆发与行动管制令
在此之后，個案數呈個位數緩慢增長州马来西亚各属开相继现确诊病例。于2020年2月27日起至3月1日在吉隆坡大城堡清真寺舉行的一場約1.6万人參與的傳教活動引起马来西亚第一次疫情大爆發。
为了阻止新冠病毒的传播，3月16日晚間10时，马来西亚首相慕尤丁通过电视直播，根据《1988年疾病控制法令》及《1967年警察法令》正式颁布该项行动管制令。3月25日，慕尤丁在全国电视直播中表示，原本于3月31日结束的行动管制令，将延长至4月14日才结束。他在直播中强调，是为了全国国民的安全才宣布延长行动管制令。
4月10日，慕尤丁宣布，行动管制令再延长两个星期，即4月15日至4月28日政府仍然在实施行动管制令。在电视直播中，他提到，根据卫生部的预测，过去一个月所落实的行管令，大大减少了新冠肺炎的感染率和传播。4月23日，慕尤丁在电视发表斋戒月献词时，第三度宣布延长行动管制令。他表示，各种防控冠病的措施效果不错，但必须继续实施行管令才能全面遏制疫情。同时，他也希望行动管制令能在5月24日开斋节之前解除，但他不排除5月12日之后再延长的可能性，即回教徒仍可能无法群聚欢庆开斋节。
5月1日，慕尤丁在劳动节献词表示，从5月4日开始正式放宽行动管制令，但是仍然不可以跨州，除了工作。这意味着，从3月18日开始，实施了将近两个月的行动管制令将会在5月3日结束，并在5月4日进入有条件行动管制令。5月10日，慕尤丁宣布有条件行管令延长4周，直到6月9日。6月19日，马来西亚政府官员表示将部分放宽出入境限制措施。

### 2021年

#### 复原式行动管制令
2021年1月1日，卫生部宣布第七次延長行動管制令至2021年3月31日。同年1月11日，首相慕尤丁于傍晚6点宣布从1月13日起至26日再次在槟城、雪兰莪、马六甲、柔佛、沙巴和全部联邦直辖区实行行动管制令以应对年初的疫情加剧。而除以上地区外则实行有条件行动管制令和复原式行动管制令。
此外，首相慕尤丁表示参加馬來西亞教育文憑考试（SPM）和参加馬來西亞高等教育文憑考试（STPM）的考生仅能在2021年1月20日之后，在遵守严格标准作业程序的情况下回校上课。而且只允许30%的管理层职员到办公室上班。只有5个基本关键领域被允许营运，非关键领域则居家工作。宗教场所出席人数限制在5人以内。
之后，卫生部宣布从3月5日起，雪兰莪、柔佛、槟城和吉隆坡正式转为有条件行动管制令 （CMCO），直到3月18日。吉打、吉兰丹、森美兰及霹雳也延续有条件行动管制令。砂拉越的有条件行动管制令也延长至3月15日。马六甲、彭亨、登嘉楼、沙巴、布城及纳闽则实施复原式行动管制令 （RMCO）。除了沙巴州以外，全国人民被允许跨县，但仍禁止跨州。

#### 疫情高峰和下落
由于在复原式行动管制令之下病例仍然不减反增，5月10日，首相慕尤丁通过文告宣布，全国重新进入行动管制令（MCO）状态，有效期为5月12日至6月7日。从5月10日至6月6日，禁止一切社交、运动与教育活动。唯砂拉越州不跟随中央的脚步，继续实施有条件行动管制令。砂拉越在5月27日宣布，从5月29日至6月11日进入MCO 3.0状态。
从3月5日起，雪兰莪、柔佛、槟城和吉隆坡正式转为有条件行动管制令（CMCO），直到3月18日。吉打、吉兰丹、森美兰及霹雳也延续有条件行动管制令。砂拉越的有条件行动管制令也延长至3月15日。马六甲、彭亨、登嘉楼、沙巴、布城及纳闽则实施复原式行动管制令（RMCO）。除了沙巴州以外，全国人民被允许跨县，但仍禁止跨州。
2021年7月31日，受到德爾塔變異毒株影響，马来西亚單日出現创纪录的1万人以上的确诊人数，直至9月末才开始降低。

### 2022年

#### 上半年高峰期
2022年1月下旬，由于Omicron變異株病毒传入马来西亚境内。每日确诊病例從每日約3000例在2月大幅攀升至上萬例，2月12日總確診病例超過300萬，23日一度升至3萬例。直至3月下半才開始好轉，並在4月急劇下降。直到现在，马来西亚疫情已经逐渐好转。

### 2023年
12月10日至16日，马来西亚报告超2万例新冠确诊病例，多数症状轻微。12月19日，马来西亚卫生部发文宣布，新冠病毒检测阳性病例者，需要接受自症状出现之日起5日的居家隔离，5天后也需要继续采取戴口罩，确诊者应避免确诊后10日内前往人员密集场所。

## 疫情简表

### 个案数字

各县市确诊病例的分布图，此图资料依据各县市的活跃案例为主。此分布图最后更新于2022年7月16日。

该疫情于2021年7月起确诊病例大幅度增张，最后于2021年7月13日首破单日新增一万宗以上并维持至今。该疫情目前尚未结束。
截至2021年10月8日，馬來西亞共累積2,308,781宗2019冠狀病毒病病例，已有2,157,565名患者康復出院，27,113名患者死亡。
卫生部于2020年3月21日开始公布各县的总确诊病例数字（包括痊愈人数与死亡人数）。2020年3月23日，沙巴州政府与槟城州政府自主公布州内确诊病例分布之县区。2020年4月18日开始，卫生部也同时公布各县的活跃案例（扣除痊愈人数与死亡人数）。5月17日开始，卫生部不再公布各县的总确诊和活跃病例，但除了联邦直辖区之外各州卫生部自主公布州内各县和巫金的总确诊和活跃病例。2020年5月29日开始，卫生部公布各县过去14天内的确诊病例。2021年9月9日开始，卫生部不再提供过去14天内的确诊病例，部分州属也不再提供该数据。
根据卫生部之分类，0宗病例属绿区（Green Zone），1至20宗病例属黄区（Yellow Zone），21至40宗病例属橙区（Orange Zone），41宗病例及以上属红区（Red Zone）。由于一些州卫生部重新调整数据收集方式，因此一些县份出现病例减少，实际上是一些数据转移到另一县份。2020年4月22日开始，卫生部重新调整分类，删除橙区，因此0宗病例属绿区，1至40宗病例属黄区，41宗病例及以上属红区。2020年11月3日开始，卫生部重新加入橙区。
完整数字请参考病例简表或卫生部官网的最新数据。

### 个案走势图
| 由于技术原因，此 旧版图表 已停用，並須迁移至 新版图表 。造成您的不便，我們深表歉意。 |                                                                                  |
|                                                                                      | 由于技术原因，此旧版图表已停用，並須迁移至新版图表。造成您的不便，我們深表歉意。 |

## 各州属疫情状况
马来西亚卫生部将马来西亚各州属分为四个阶段，即第一阶段、第二阶段、第三阶段及第四阶段。其被用来评量马来西亚各州属疫情的严重度。
衡量的地方包含：
- 州属的新增确诊、康复、死亡数量和总共累计确诊、康复、死亡的数量。
- 州属七天的平均确诊病例需要符合卫生部的目标
- 疫苗接种进度须符合目标
- 社区的疫情爆发程度

而疫苗接种度是衡量各州属疫情的主要地方。疫苗接种率达成10%成年人口可进入第二复苏阶段、达成40%可进入第三阶段、达成60%则可进入第四阶段。

以下显示目前各州属疫情阶段和州属/直辖区的首/次剂中成年人疫苗接种情况。各州属疫情阶段的数据最后更新于2022年9月12日；而疫苗接种的数据则最后更新于2022年9月12日。
| 各州属疫情状况 | 各州属疫情状况                      | 各州属疫情状况                      | 各州属疫情状况         | 各州属疫情状况           | 各州属疫情状况       |
| 州属名称       | 各州属疫苗接种率                    | 各州属疫苗接种率                    | 各州属疫情阶段         | 各州属疫情阶段           | 各州属疫情阶段       |
| 州属名称       | 各州属疫苗接种率的首剂疫苗接种率(%) | 各州属疫苗接种率的双剂疫苗接种率(%) | 各州属所属于的疫情阶段 | 各州属疫情阶段的确认时间 | 各州属疫情阶段的来源 |
| -------------- | ----------------------------------- | ----------------------------------- | ---------------------- | ------------------------ | -------------------- |
| 雪蘭莪         | 103.0                               | 101.0                               | 第四阶段               | 2021年12月31日           | [ 25 ]               |
| 吉隆坡         | 103.0                               | 101.0                               | 第四阶段               | 2021年12月31日           | [ 25 ]               |
| 布城           | 103.0                               | 101.0                               | 第四阶段               | 2021年12月31日           | [ 25 ]               |
| 柔佛           | 88.4                                | 86.9                                | 第四阶段               | 2021年12月31日           | [ 25 ]               |
| 沙巴           | 68.2                                | 65.9                                | 第四阶段               | 2021年12月31日           | [ 25 ]               |
| 砂拉越         | 88.8                                | 86.0                                | 第四阶段               | 2021年12月31日           | [ 25 ]               |
| 森美蘭         | 91.5                                | 90.1                                | 第四阶段               | 2021年12月31日           | [ 25 ]               |
| 檳城           | 92.1                                | 90.9                                | 第四阶段               | 2021年12月31日           | [ 25 ]               |
| 吉兰丹         | 65.0                                | 63.6                                | 第四阶段               | 2021年12月31日           | [ 25 ]               |
| 霹靂           | 80.7                                | 79.0                                | 第四阶段               | 2021年12月31日           | [ 25 ]               |
| 吉打           | 77.4                                | 75.9                                | 第四阶段               | 2021年12月31日           | [ 25 ]               |
| 马六甲         | 84.8                                | 83.3                                | 第四阶段               | 2021年12月31日           | [ 25 ]               |
| 彭亨           | 76.0                                | 74.4                                | 第四阶段               | 2021年12月31日           | [ 25 ]               |
| 登嘉樓         | 73.4                                | 72.0                                | 第四阶段               | 2021年12月31日           | [ 25 ]               |
| 納閩           | 89.5                                | 85.2                                | 第四阶段               | 2021年12月31日           | [ 25 ]               |
| 玻璃市         | 85.0                                | 83.6                                | 第四阶段               | 2021年12月31日           | [ 25 ]               |
| 全国           | 86.0                                | 84.2                                | [ 註 3 ]               | 2021年12月31日           | [ 25 ]               |

### 各州病例数
以下显示截至2022年9月12日晚上午11时59分，马来西亚各个州属的新增确诊、康复、死亡数量和总共累计确诊、康复、死亡的数量。
| 2022年9月12日马来西亚各州属疫情报告 | 2022年9月12日马来西亚各州属疫情报告 | 2022年9月12日马来西亚各州属疫情报告 | 2022年9月12日马来西亚各州属疫情报告 | 2022年9月12日马来西亚各州属疫情报告 | 2022年9月12日马来西亚各州属疫情报告 | 2022年9月12日马来西亚各州属疫情报告 |
| 州属名称                            | 新增確診                            | 累計確診                            | 新增康復                            | 累計康復                            | 新增死亡                            | 累計死亡                            |
| ----------------------------------- | ----------------------------------- | ----------------------------------- | ----------------------------------- | ----------------------------------- | ----------------------------------- | ----------------------------------- |
| 雪蘭莪                              | 598                                 | 1,467,258                           | 704                                 | 1,450,978                           | -                                   | 10,830                              |
| 吉隆坡                              | 340                                 | 430,893                             | 415                                 | 423,636                             | -                                   | 2,831                               |
| 柔佛                                | 80                                  | 392,871                             | 20                                  | 385,737                             | 1                                   | 4,620                               |
| 沙巴                                | 135                                 | 391,965                             | 178                                 | 383,778                             | -                                   | 3,149                               |
| 砂拉越                              | 67                                  | 313,974                             | 138                                 | 311,383                             | -                                   | 1,761                               |
| 森美蘭                              | 75                                  | 220,510                             | 123                                 | 218,171                             | -                                   | 1,508                               |
| 檳城                                | 63                                  | 295,861                             | 78                                  | 293,339                             | -                                   | 2,029                               |
| 吉兰丹                              | 107                                 | 252,731                             | 67                                  | 250,784                             | -                                   | 1,421                               |
| 霹靂                                | 122                                 | 224,772                             | 144                                 | 220,853                             | 3                                   | 2,020                               |
| 吉打                                | 88                                  | 308,564                             | 88                                  | 305,773                             | 1                                   | 2,669                               |
| 马六甲                              | 48                                  | 134,116                             | 57                                  | 130,975                             | -                                   | 1,182                               |
| 彭亨                                | 47                                  | 176,802                             | 51                                  | 174,890                             | -                                   | 1,005                               |
| 登嘉樓                              | 32                                  | 129,149                             | 36                                  | 127,844                             | -                                   | 881                                 |
| 納閩                                | 7                                   | 22,207                              | 5                                   | 22,007                              | -                                   | 157                                 |
| 布城                                | 22                                  | 26,947                              | 36                                  | 26,455                              | -                                   | 30                                  |
| 玻璃市                              | 16                                  | 18,334                              | 8                                   | 18,033                              | -                                   | 192                                 |
| 全国                                | 1847                                | 4,806,954                           | 2,148                               | 4,744,636                           | 5                                   | 36,285                              |

## 应对措施
嚴重特殊傳染性肺炎馬來西亞疫情的应对措施是由慕尤丁内阁成立后的马来西亚国家安全权所负责。主席丹斯里慕尤丁前首相则是拥有最终决策权的人。马来西亚卫生部长及卫生局总监需每日定时汇报疫情；防事务高级部长拿督斯里依斯迈沙比里则负责协调国家安全理事会与其他政府部门的运作。

### 应对部门
国家安全理事会是在《2016年国家安全理事会法令》之下运作，由马来西亚首相担任主席、副首相担任副主席，加上国安总监、国防部长、外交部长、通讯及多媒体部长、政府首席秘书、三军总司令及总警长共9人组成。
首相拥有的最终决断权是包括颁布“保安区”以实行军事管理。有别于前《内安法》，任何戒严地区都必须由首相建议才让三军统帅即最高元首颁布。而《国安法》则直接让首相来调动三军并进行实施行动。

## 相关争议
马来西亚在该疫情期间，有引起许多对于其的批评。著名的事件譬如柬埔寨質疑誤診爭議、聽天由命論、溫水消滅病毒論和台灣節目《關鍵時刻》針對馬來西亞疫情的不當言論等。

## 外部連結
- 马来西亚新冠肺炎官网（新） （页面存档备份，存于）
- 马来西亚新冠肺炎官网（旧） （页面存档备份，存于）
- 马来西亚卫生部于github上提供的官方数据 （页面存档备份，存于）